# Gradski stadion u Poljudu
A Gradski stadion u Poljudu ('városi stadion Puljudban'), becenevén Poljudska Ljepotica a horvát élvonalban szereplő Hajduk Split használatában lévő labdarúgó-stadion. Befogadóképessége 35 ezer fő, megnyitása 1979-re esett. 1995-től kezdve a horvát labdarúgó-válogatott is használja. A Debreceni VSC a 2005–2006-os UEFA-bajnokok ligája selejtezőjében itt mérte a horvát csapatra 5-0 arányú győzelmét.
Josip Broz Tito építtette az 1979-es Mediterrán Játékokra. Itt rendezték az 1990-es atlétikai Európa-bajnokságot, és otthonául szolgált volna a 2012-es horvát–magyar közös rendezésű EB-nek is.